# إن ذا فليش؟
«إن ذا فليش؟» (بالإنجليزية: ?In the Flesh)‏ (عنوان العمل: «ذا شو؟») (بالإنجليزية: ?The Show)‏ هي أغنية لبينك فلويد من ألبوم ذا وول، عنوان الأغنية هو إشارة لجولة الفرقة ذا فليش تور في عام 1977، والتي واجه خلالها روجر ووترز الإحباط، وبصق على معجب حاول تسلق السياج الذي يفصل الفرقة عن الحشد (صرح ووترز في مقابلات لاحقة بأن الحادث ألهمه في كتابة ذا وول). قال ووترز بأن تتابع الوتر الرئيسي واللحن لم يكن في البداية جزء من المواد الموسيقية في ذا وول، ولكن تم اقتباسه من ألبوم ذا بروس أند كونز أوف هيتش هايكينغ لووترز، والذي كتبه ووترز في الوقت نفسه الذي كان يعمل على ذا وول، ولكن سجله وأصدره بشكل فردي.